# Ivan Nabergoj
Ivan (Janko) Nabergoj, slovenski posestnik in politik, * 28. maj 1835, Prosek pri Trstu, † 10. september 1902, Prosek.
Ivan Nabergoj je odigral eno najpomembnejših vlog za tržaško slovensko politiko v drugi polovici 19. stoletja. Bil je državni in deželni oz. mestni poslanec in je bil s strani Dragotina Lončarja označen za voditelja tržaških Slovencev.

## Življenje in delo
Nabergojev oče se je kot posestnik z Vipavskega poročil na Prosek, kjer je 28. maja 1835 rojenemu sinu Ivanu namenil podoben poklic. Ivan je dokončal le osnovno šolo, kasneje se je veliko izobraževal sam. Pomagal je pri gradnji miramarskega gradu v letih 1855−1860, kjer je spoznal nadvojvodo Maksimiljana. Leta 1862 je objavil svoj prvi članek v Bleiweisovih Kmetijskih in rokodelskih novicah. Leto pozneje je Bleiweisa nagovoril v imenu primorskih Slovencev ob dvajsetletnici izdaje Novic. Leta 1864 postane prvič župan Proseka, leto kasneje pa se včlani v tržaško delegacijo, ki je prinesla dunajskemu cesarju vdanostno izjavo. Leta 1866 prvič zasede mesto mestnega oz. deželnega svetovalca v Trstu in to ostane skoraj do svoje smrti. Že od vsega začetka je skušal v tržaškem mestnem svetu najti diplomatičen način sodelovanja z napadalno in Slovencem sovražno italijansko večino. Nekateri Slovenci iz tržaške okolice so mu zaradi tega očitali mlačnost. Sočasno je Nabergoj širil območje svojega javnega dela, 18. oktobra 1868 je bil med govorniki na šempaškem taboru in se zavzemal za samostojnost in enakost slovenskega jezika v javnem prostoru ter rabo slovenskega jezika na Univerzi v Ljubljani. Bil je tudi odbornik briškega in pivškega tabora v letu 1869. kot tržaški mestni svetovalec je zahteval, da se uveljavi upravna ločitev tržaške okolice od mesta in se zavzemal za enakopravnost slovenščine v rabi tržaškega magistrata, ponovno uvedbo županov v tržaški okolici ter vpeljavo slovenskih šol v tržaškem mestu in okolici. Po izglajenju nesoglasjih v vrstah tržaških Slovencev je bil Nabergoj leta 1873 izvoljen v dunajski državni zbor. Ponovno je bil izvoljen še trikrat: leta 1879, 1885 in 1891. Vsak ponovna izvolitev je pomenila zmago slovenskega narodnjaškega tabora v zamejskem prostoru. Mandat mu je uspelo ohraniti do leta 1897, a se je zaradi povečanja italijanskih volivcev moč nato prenesla na italijansko stran - politiku Mauronerju. Več let se je Nabergoj kot državni poslanec boril za pravice slovenske manjšine v Trstu, predvsem pa je postavljal v ospredje problem šolstva na Primorskem. V letih 1875−1891 je sodeloval pri ustanavljanju različnih gospodarskih organizacij Slovencev na tržaškem in vodil njihovo prvo politično društvo Edinost, ki ga je vodil celih 15 let. Leta 1891, ko ga je Cesar Franc Jožef I. odlikoval z viteškim križcem, je sledila zamenjava predsedništva društva Edinost z Hrvatom Matkom Mandićem in Nabergoj je, zaradi nestrinjanja s hrvaškimi političnimi načeli, zapustil društvo. Po zadnjem neuspehu na državnozborskih volitvah leta 1897 je Nabergoj prenehal s političnim udejstvovanjem. Tržaški Slovenec Ivan Nabergoj umre v rodnem Proseku 10. septembra leta 1902.
Njegova vnuka sta bila Karlo in Mirko Rupel, pravnuk pa mdr. Dimitrij Rupel.